# Diocesi di Castello di Tingizio
La diocesi di Castello di Tingizio (in latino Dioecesis Castellana Tingitii) è una sede soppressa e sede titolare della Chiesa cattolica.

## Storia
Castello di Tingizio, identificabile con Chlef (precedentemente Al-Asnam e prima ancora Orléansville) nell'odierna Algeria, è un'antica sede episcopale della provincia romana della Mauritania Cesariense.
Gli scavi archeologici condotti fin dall'inizio del XX secolo, hanno messo in luce l'esistenza di una basilica a cinque navate, senza battistero. I mosaici presenti nell'edificio hanno restituito il nome del probabile vescovo fondatore della basilica, il sacerdos Marinus, vissuto tra IV e V secolo. Nella basilica inoltre è stata rinvenuta la tomba del vescovo Reparato, che resse la diocesi di Castello per 9 anni e 9 mesi e che morì il 22 luglio 475, come si legge nel suo epitaffio.
Questi sono gli unici due vescovi certi di Castello di Tingizio. Altri vescovi sono attribuiti a questa diocesi, ma con il beneficio del dubbio, a causa di omissioni o errori nella trasmissione testuale, cosa che rende difficile identificare con esattezza le loro sedi episcopali.
Mesnage assegna a Castello di Tingizio il vescovo donatista Severino, che prese parte alla conferenza di Cartagine del 411, che vide riuniti assieme i vescovi cattolici e donatisti dell'Africa romana; la sede in quell'occasione non aveva un vescovo cattolico. Severino è menzionato come episcopus Castellanus senza ulteriori indicazioni geografiche; secondo Mandouze potrebbe appartenere alla diocesi di Castello di Tingizio, oppure ad uno degli altri oppida della Mauritania Cesariense, ossia Castello Jabar, Castello Mediano, Castello Minore, Castello di Ripa e Castello di Tatroporto.
Lo stesse indicazioni si possono applicare a Pietro, assegnato da Mesnage a Castello di Tingizio, ma menzionato solo come episcopus Castellanus nella lista dei vescovi della Mauritania Cesariense convocati a Cartagine dal re vandalo Unerico nel 484; Pietro era già deceduto all'epoca della redazione di questa lista.
Toulotte e Mesnage menzionano un altro presunto vescovo di Castello di Tingizio, Voconio, di cui parla Gennadio di Marsiglia nel suo De viris illustribus come autore di scritti polemici contro ebrei e ariani, e autore di un'opera sui sacramenti. Voconio tuttavia è indicato come episcopus Castellani Mauritaniae oppidi; secondo Mandouze potrebbe essere stato vescovo di uno dei vari oppida non solo della Mauritania Cesariense, ma anche della Mauritania Sitifense.
Infine Mesnage assegna a Castello di Tingizio un altro vescovo, Cereale, menzionato, oltre che da Gennadio di Marsiglia, anche da Isidoro di Siviglia nel suo De viris illustribus. Data la rarità del nome, l'unico documentato dalla prosopografia di Mandouze, è identificato da quest’autore e da Toulotte con l'omonimo vescovo di Castello di Ripa, attestato nel 484.
Dal 1933 Castello di Tingizio è annoverata tra le sedi vescovili titolari della Chiesa cattolica; dall'11 dicembre 1999 il vescovo titolare è Ireneusz Józef Pekalski, già vescovo ausiliare di Łódź.

## Cronotassi

### Vescovi residenti
- Marino † (IV/V secolo)
  - Severino ? † (menzionato nel 411) (vescovo donatista)
- Reparato † (ottobre 465 - 22 luglio 475 deceduto)
- Pietro ? † (menzionato nel 484)
- Voconio ? † (seconda metà del V secolo)

### Vescovi titolari
- Augustin Rodríguez † (4 dicembre 1965 - 25 dicembre 1968 deceduto)
- Antonino Nepomuceno, O.M.I. † (11 luglio 1969 - 14 febbraio 1997 deceduto)
- Ireneusz Józef Pekalski, dall'11 dicembre 1999